# 复仇联盟
复仇联盟（波兰语：Związek Odwetu）是第二次世界大战期间的一个波兰抵抗组织，1940年4月20日，复仇联盟成立。1942年12月，复仇联盟在波兰东部發動軍事行動。